# فلسفه صورت‌های سمبلیک
فلسفهٔ صورت‌های سمبلیک (به آلمانی: Philosophie der symbolischen Formen) مهم‌ترین اثر فلسفی ارنست کاسیرر است که جلد نخست آن زبان در سال ۱۹۲۳، جلد دوم آن اندیشهٔ اسطوره‌ای در سال ۱۹۲۵، و جلد سوم آن پدیدارشناسی شناخت در سال ۱۹۲۹ منتشر شدند.